# Michael Burdekin
Frederick Michael Burdekin (* 5. Februar 1938 in  Hawarden, North Wales) ist ein britischer Bauingenieur (Stahlbau).
Burdekin besuchte die King`s School in Chester und studierte Ingenieurwesen an der Universität Cambridge mit dem Abschluss 1959. Danach war er fünfzehn Jahre in der Industrie. 1977 bis zur Emeritierung 2002 war er Professor für Baustatik und Bauingenieurwesen am University of Manchester Institute of Science and Technology (UMIST), der späteren University of Manchester.
Er befasste sich insbesondere mit Schweißen und war Vorstand des The Welding Institute (TWI). Er erforschte die Ausbreitung von Rissen in Metallen, deren frühzeitiges Erkennen mit nichtdestruktiven Methoden, deren Kontrolle und Tests und Beurteilungsmethoden für Rissbildung besonders in geschweißten Stahlstrukturen. Das floss in die britische Norm 6493 ein.
1997 erhielt er die Goldmedaille der Institution of Structural Engineers. Er ist Fellow der Royal Society und der Royal Academy of Engineering.
2008 wurde er OBE für Beiträge zur Sicherheit von Kernkraftwerken.
Seit 1996 steht er dem Macclesfield Cricket Club vor und er ist im Vorstand seiner alten Schule in Chester.